# 蔡阿信
蔡阿信（1899年12月13日—1990年3月5日），是出身臺灣臺北艋舺的婦科學醫師，屬於最早一批完整接受現代醫學訓練的臺灣籍女性醫師。

## 生平概略

### 早年生活
1899年，蔡阿信出生於臺北縣臺北辨務署艋舺。
她的生父在她五歲時過世。
同時，她的母親將她送給一位牧師作童養媳，但她卻兩度自行從大龍峒返回位母親位在艋舺的住處；領養者於是放棄領養，母親也只好將她留在身邊。
母親再嫁後，繼父十分疼愛她。
繼父曾因不忍聽聞她於半夜痛苦哀號，要求她母親不再為她進行纏足。
八歲時，她被送到大稻埕公學校（今臺北市大同區太平國民小學前身之一）學習日語等。由於她的眼睛形狀相對其他學生圓且大，其他學生替她取綽號作「大目仔」。
在該校女性學生原即相當罕見情況下，她因故成為全校唯一女性學生，並不時遭到來自男性同學的欺侮，但十分受日本籍教師關照疼愛。
十二歲時，她開始就讀於由台灣基督長老教會主辦之淡水女學校，為當時該校年齡最小學生之一。在就讀時，她的物理、數學及英文等科目之成績表現都十分良好。十八歲時，她自該校畢業；當時，該校有加拿大籍教師建議她前去日本之醫學學習機構繼續深造；她的母親考慮她身為年輕女性卻遠離家鄉，可能會遭遇不可預料的危險，又招致家鄉鄰人負面輿論，因而持反對態度。但是，她最終仍堅持前往日本習醫。
稍後，她在由美國聖公會等主辦的立教高等女學校（今立教女學院短期大學前身）學習日語等科目。
1917年，她開始就讀於東京女子醫學專門學校（今東京女子醫科大學前身）。
臺灣今古談|劉克明新高堂書店當時，在日本留學的臺灣人僅約一百多位，其中為女性者僅約兩至三位。
在參加臺灣籍留學生聚會時，她結識了數位從事於臺灣民族運動的男性青年，包括她日後的丈夫彭華英（蔣渭水後來在臺灣促成他們的婚姻關係）。
但是，考慮到母親的勸告，她不曾親身參與於有關的政治運動。

### 行醫生涯

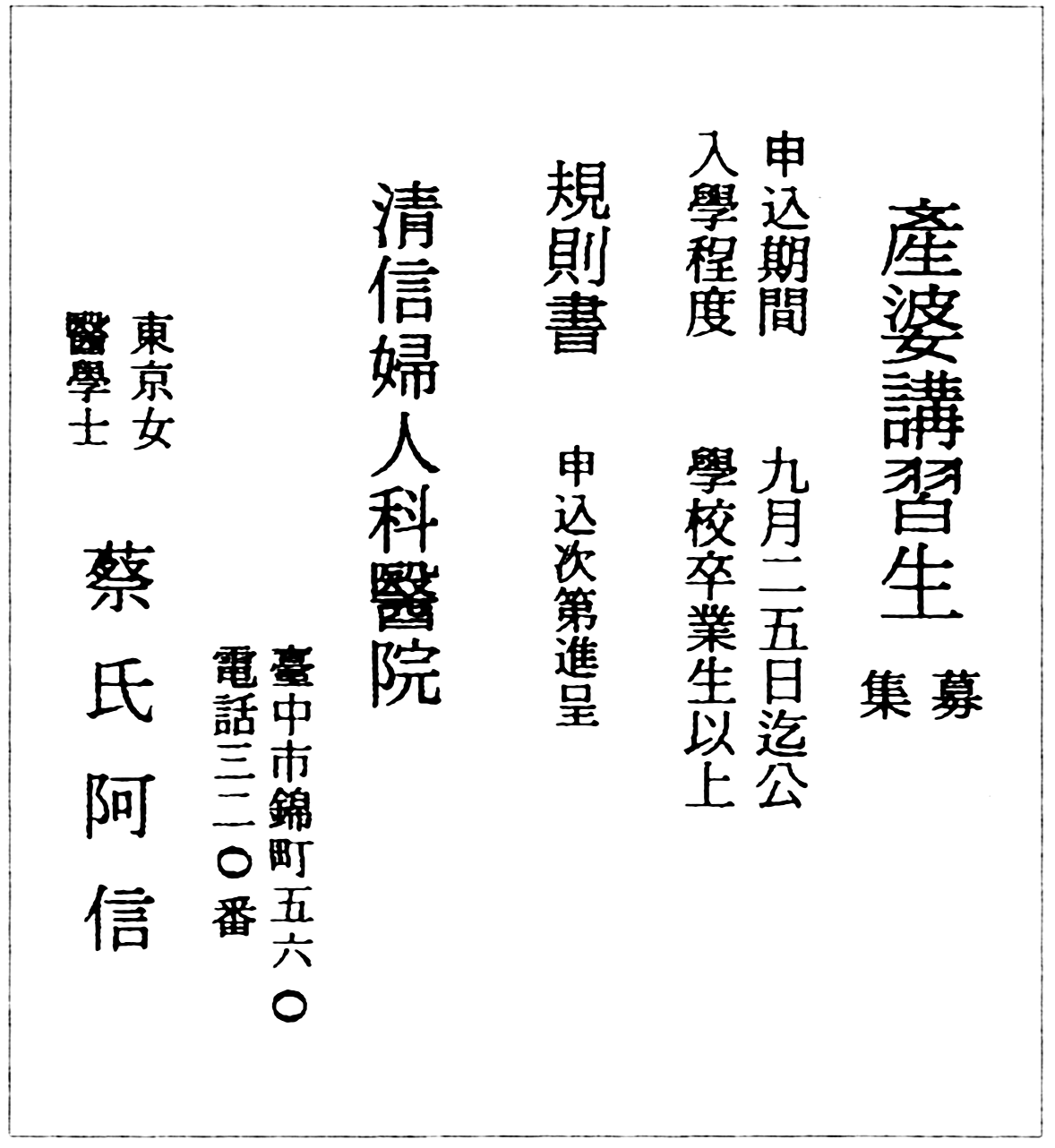
清信醫院產婆講習生募集廣告，《台灣新民報》1930年8月9日。

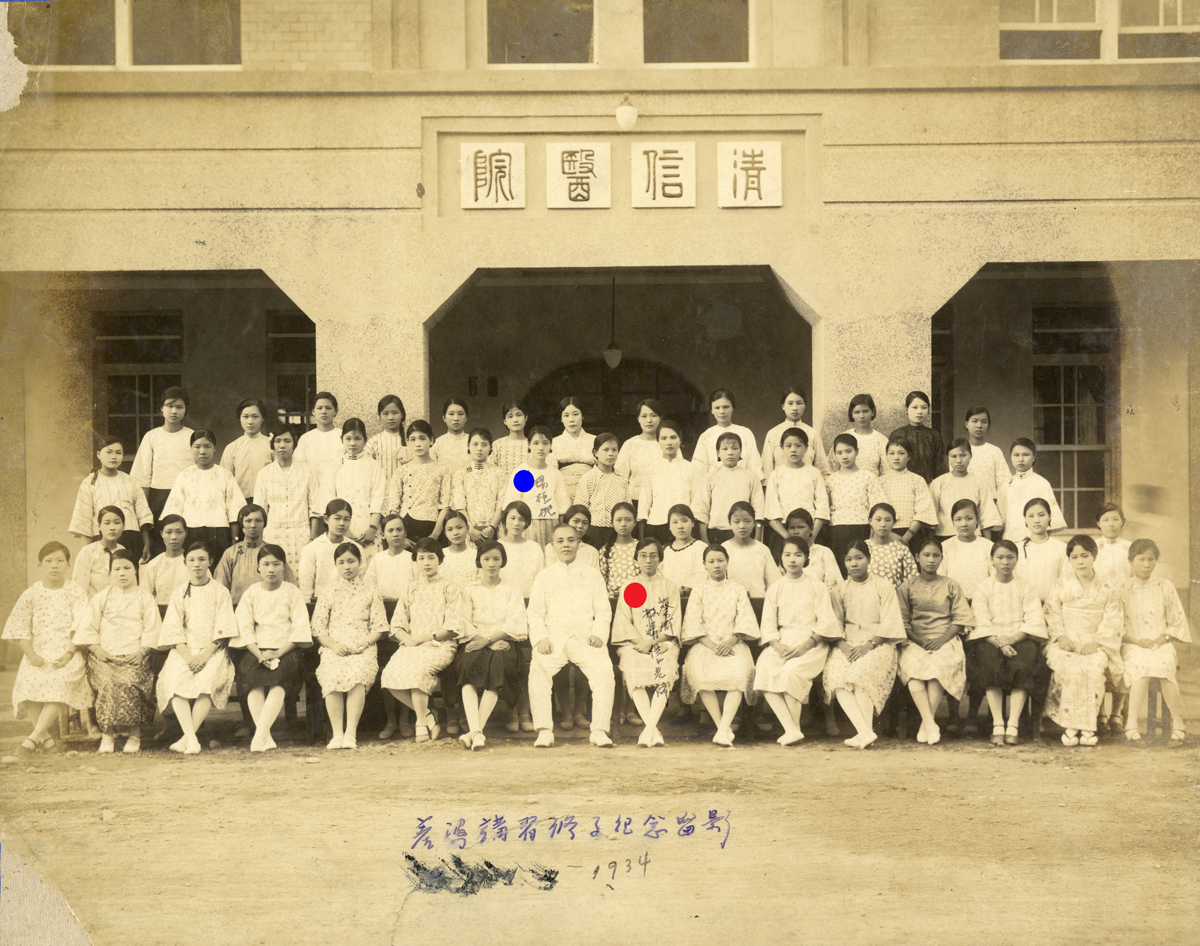
清信醫院產婆講習所修業紀念留影。攝於1934年。

1921年，她返回臺灣；她在乘輪船抵達基隆港時，受到許多記者採訪，其相關報導與傳聞引起當時臺灣社會大眾的關注與仿效。她的專長是婦科學，但當時臺灣各大醫院暫無相關職缺，她於是跟隨一位眼科醫師實習；該醫師指導她親身體驗盲人生活連續多日，以體會患者在生活上面臨的痛苦與不便。
1924年，她在臺北日新町自宅開設診所；同年，她與彭華英結婚。1926年，她在臺中開設清信醫院（當時地址為臺中州臺中市橘町一丁目12番地），並由夫婿彭華英協助處理醫院之財務及行政事務；當時，她的診療費用收取原則為：「富者多收，貧者少收，赤貧免費」，更贈送育嬰物資（如嬰兒衣物、煉乳等）給接受其接生服務的赤貧母嬰。許多貧窮而受過其服務者，經常將自身家中種植的農作物或養殖的禽畜贈送給她，以作為回報。清信醫院也附設清信產婆學校，每半年招收30位學生，每期一年，學生之食宿由該醫院提供；如此，每年畢業60位學生，沒幾年便培養出數百位遍佈臺灣全島的專業接生人員。
1930年代初期，蔣渭水過世後，臺灣的社會運動也開始陷入低迷，她的夫婿彭華英深受影響；而且，彭華英還在當時臺灣社會氛圍下，因身為成年男性卻依附於妻子的事業，遭嘲弄而自尊嚴重受創。兩人的夫妻關係因而日漸疏遠。後來，因遭警察不斷跟蹤，彭華英離開臺灣並前往中國；不久，他與京劇花旦梁惠燕結識，並與蔡阿信結束關係。
1937年中日戰爭爆發後，臺灣軍司令官古莊幹郎宣布臺灣進入「戰時體制」，許多人擔心學醫後會被臺灣總督府徵召，產婆學校學生因而日漸減少，醫院生意同時也日漸衰微；因此，她決定停止醫院和學校事業。1938年，她經日本前往美國，後曾於哈佛醫學院等醫學機構進行研究。
1941年，她受加拿大基督教長老會婦女傳教協會邀請，前往當地訪問。隨後，因太平洋戰爭爆發，返臺受阻，她就職於當地之聖文生醫院，又因具日僑身分，受加拿大政府委派至史羅肯日僑集中營擔任駐營醫師。
戰爭結束後，她於1946年返臺。

### 戰後生活
在1947年二二八事變爆發後，她對國民政府在臺治理深感失望。
1949年，她與英國裔加拿大籍退休隨軍牧師吉卜生強上校在臺灣結婚。1952年，他們一同離開臺灣，前往加拿大溫哥華定居。
此後，她曾在溫哥華和哥倫比亞大學兩度接受麻醉學訓練，成為臺灣籍醫師中該領域最早先驅之一。 即使沒有繼續從事於醫療工作，她仍經常前往醫院觀摩學習，甚至在前往外地度假時，於當地醫學機構觀摩。
78歲時，她在一社區學院中修習代數學。
1979年，她終於返臺探親。1980年，她以個人畢生積蓄，與友人共同成立財團法人至誠社會服務基金會，以期為（老年）喪偶女性提供精神關懷和保健諮詢。
1987年，她入住加拿大聖文生療養院（St. Vincent Extended Care Home）。

## 在流行文化中的形象

### 小說
- 她是大河小說《浪淘沙》主角「丘雅信」的原型。

### 電視連續劇
- 2005年，民間全民電視公司將小說《浪淘沙》翻拍為週日十點檔電視連續劇《浪淘沙》，「丘雅信」一角由葉歡主演；該劇榮獲第40屆金鐘獎最佳連續劇編劇美術攝影...等大獎。

## 外部連結
- 公視【飛越2000】系列—世紀女性‧臺灣第一 （页面存档备份，存于）
- 玉山社，星月書坊─蔡阿信
- 從穩婆到產婆—臺灣專業助產婦養成計畫
- 斯土斯民-臺灣的故事---蔡阿信 （页面存档备份，存于）
- 見證歷史：我所知道的台灣第一女醫蔡阿信(下)

（页面存档备份，存于）